# Старе Място (Поморське воєводство)
Старе Място (пол. Stare Miasto) — село в Польщі, у гміні Старий Дзежґонь Штумського повіту Поморського воєводства.
Населення — 266 осіб (2011).
У 1975-1998 роках село належало до Ельблонзького воєводства.

## Демографія
Демографічна структура станом на 31 березня 2011 року:
|          | Загалом | Допрацездатний вік | Працездатний вік | Постпрацездатний вік |
| -------- | ------- | ------------------ | ---------------- | -------------------- |
| Чоловіки | 136     | 29                 | 93               | 14                   |
| Жінки    | 130     | 30                 | 78               | 22                   |
| Разом    | 266     | 59                 | 171              | 36                   |